# Halebeedu, Hunsur
Halebeedu là một làng thuộc tehsil Hunsur, huyện Mysore, bang Karnataka, Ấn Độ.